# Allsvenskan 2020
La temporada 2020 fue la 96.ª edición de la Allsvenskan, la máxima categoría del fútbol de Suecia desde su creación en 1924. La temporada comenzó el 14 de junio de 2020 y terminó el 6 de diciembre del mismo año.
La temporada estaba principalmente prevista para comenzar el 5 de abril y terminar el 8 de noviembre según el calendario presentado por la Federación Sueca el 16 de diciembre, pero el 19 de marzo la Federación pospuso la temporada debido a la Pandemia de COVID-19. El 29 de mayo, la ministra de Cultura y Deportes de Suecia, Amanda Lind, anunció que la Allsvenskan comenzaría el 14 de junio.
El 8 de noviembre, Malmö ganó el 21° campeonato de su historia, después de derrotar por 4-0 al Sirius.

## Formato
Los 16 equipos participantes jugaron entre sí todos contra todos dos veces totalizando 30 partidos cada uno, al término de la fecha 30, el primer clasificado se coronó campeón de la liga y obtuvo un cupo para la Primera ronda de la Liga de Campeones de la UEFA 2021-22, mientras que el subcampeón y el tercero obtuvieron un cupo para la primera ronda de la Liga Europa Conferencia de la 2021-22, por otro lado, el décimo cuarto clasificado jugó el Play-offs de relegación contra el tercero de la Superettan 2020, mientras que los dos últimos descendieron a la Superettan 2021.
Un tercer cupo para la Primera ronda de la Liga Europa Conferencia de la 2021-22 fue asignado al campeón de la Copa de Suecia.

## Ascensos y descensos
GIF y Eskilstuna fueron relegados al final de la temporada 2019 después de terminar en los dos últimos lugares de la tabla. Fueron reemplazados por el campeón del Superettan 2019, Mjällby y el subcampeón Varbergs BoIS.
| Pos. | Descendidos de la Allsvenskan 2019 |
| ---- | ---------------------------------- |
| 15.º | GIF                                |
| 16.º | Eskilstuna                         |

| Pos. | Ascendidos de la Superettan 2019 |
| ---- | -------------------------------- |
| 1.º  | Mjällby                          |
| 2.º  | Varbergs BoIS                    |

## Información de los equipos
Participaran 16 clubes, 14 de la temporada anterior y 2 ascendidos de la Superettan 2019.
| Club           | Ciudad      | Estadio                 | Capacidad |
| -------------- | ----------- | ----------------------- | --------- |
| AIK            | Estocolmo   | Friends Arena           | 50 000    |
| Djurgårdens    | Estocolmo   | Tele2 Arena             | 30 000    |
| Elfsborg       | Borås       | Borås Arena             | 16 899    |
| Falkenbergs    | Falkenberg  | Falcon Alkoholfri Arena | 5565      |
| Häcken         | Gotemburgo  | Bravida Arena           | 6500      |
| Hammarby       | Estocolmo   | Tele2 Arena             | 30 000    |
| Helsingborgs   | Helsingborg | Estadio Olympia         | 16 500    |
| IFK Göteborg   | Gotemburgo  | Gamla Ullevi            | 18 600    |
| IFK Norrköping | Norrköping  | Nya Parken              | 15 734    |
| Kalmar         | Kalmar      | Guldfågeln Arena        | 12 000    |
| Malmö          | Malmö       | Swedbank Stadion        | 22 500    |
| Mjällby        | Hällevik    | Estadio Strandvallen    | 7500      |
| Örebro         | Örebro      | Behrn Arena             | 12 300    |
| Östersunds     | Östersund   | Jämtkraft Arena         | 8466      |
| Sirius         | Uppsala     | Studenternas IP         | 6300      |
| Varbergs BoIS  | Varberg     | Påskbergsvallen         | 4500      |

## Tabla de posiciones
| Pos. | Equipo           | Pts. | PJ | G  | E  | P  | GF | GC | Dif. | Clasificación 2021–22                          |
| ---- | ---------------- | ---- | -- | -- | -- | -- | -- | -- | ---- | ---------------------------------------------- |
| 1    | Malmö (C)        | 60   | 30 | 17 | 9  | 4  | 64 | 30 | +34  | Primera ronda de la Liga de Campeones          |
| 2    | Elfsborg         | 51   | 30 | 12 | 15 | 3  | 49 | 38 | +11  | Segunda ronda de la Liga de Conferencia Europa |
| 3    | Häcken           | 49   | 30 | 12 | 13 | 5  | 45 | 29 | +16  | Segunda ronda de la Liga de Conferencia Europa |
| 4    | Djurgårdens      | 48   | 30 | 14 | 6  | 10 | 48 | 33 | +15  |                                                |
| 5    | Mjällby          | 47   | 30 | 13 | 8  | 9  | 48 | 44 | +4   |                                                |
| 6    | IFK Norrköping   | 46   | 30 | 13 | 7  | 10 | 60 | 46 | +14  |                                                |
| 7    | Örebro           | 42   | 30 | 12 | 6  | 12 | 37 | 41 | −4   |                                                |
| 8    | Hammarby         | 41   | 30 | 10 | 11 | 9  | 47 | 47 | 0    |                                                |
| 9    | AIK              | 39   | 30 | 10 | 9  | 11 | 30 | 33 | −3   |                                                |
| 10   | Sirius           | 38   | 30 | 9  | 11 | 10 | 43 | 51 | −8   |                                                |
| 11   | Varbergs BoIS    | 37   | 30 | 10 | 7  | 13 | 45 | 44 | +1   |                                                |
| 12   | IFK Göteborg     | 34   | 30 | 7  | 13 | 10 | 35 | 41 | −6   |                                                |
| 13   | Östersunds       | 33   | 30 | 8  | 9  | 13 | 27 | 46 | −19  |                                                |
| 14   | Kalmar (O)       | 28   | 30 | 6  | 10 | 14 | 30 | 49 | −19  | Play-off de relegación                         |
| 15   | Helsingborgs (D) | 26   | 30 | 5  | 11 | 14 | 33 | 48 | −15  | Descenso a Superettan 2021                     |
| 16   | Falkenbergs (D)  | 24   | 30 | 5  | 9  | 16 | 33 | 54 | −21  | Descenso a Superettan 2021                     |

Actualizado a los partidos jugados el 6 de diciembre de 2020.
 Fuente: Allsvenskan, Soccerway

### Evolución de la Clasificación
| Equipo ╲ Jornada | 1     | 2  | 3  | 4  | 5  | 6  | 7  | 8  | 9  | 10 | 11 | 12 | 13 | 14 | 15 | 16 | 17 | 18 | 19 | 20 | 21 | 22 | 23 | 24 | 25 | 26 | 27 | 28 | 29 | 30 |   |
| ---------------- | ----- | -- | -- | -- | -- | -- | -- | -- | -- | -- | -- | -- | -- | -- | -- | -- | -- | -- | -- | -- | -- | -- | -- | -- | -- | -- | -- | -- | -- | -- | - |
| Equipo ╲ Jornada | Malmö | 5  | 3  | 4  | 5  | 2  | 7  | 7  | 5  | 2  | 2  | 2  | 2  | 1  | 1  | 1  | 1  | 1  | 1  | 1  | 1  | 1  | 1  | 1  | 1  | 1  | 1  | 1  | 1  | 1  | 1 |
| Elfsborg         | 7     | 4  | 5  | 7  | 7  | 5  | 2  | 7  | 3  | 3  | 3  | 3  | 3  | 2  | 2  | 2  | 2  | 3  | 4  | 4  | 4  | 3  | 5  | 5  | 5  | 2  | 2  | 2  | 2  | 2  |   |
| Häcken           | 8     | 13 | 12 | 6  | 6  | 4  | 8  | 2  | 5  | 4  | 4  | 5  | 5  | 5  | 5  | 5  | 3  | 2  | 2  | 2  | 2  | 5  | 2  | 3  | 4  | 4  | 3  | 4  | 3  | 3  |   |
| Djurgårdens      | 3     | 8  | 13 | 4  | 11 | 10 | 5  | 3  | 7  | 6  | 5  | 4  | 4  | 4  | 3  | 3  | 4  | 4  | 3  | 3  | 3  | 4  | 4  | 4  | 2  | 3  | 4  | 3  | 5  | 4  |   |
| Mjällby          | 13    | 14 | 14 | 13 | 10 | 6  | 3  | 6  | 8  | 9  | 9  | 9  | 10 | 8  | 8  | 8  | 8  | 8  | 8  | 10 | 8  | 9  | 8  | 10 | 11 | 9  | 7  | 7  | 6  | 5  |   |
| IFK Norrköping   | 6     | 1  | 1  | 1  | 1  | 1  | 1  | 1  | 1  | 1  | 1  | 1  | 2  | 3  | 4  | 4  | 5  | 5  | 5  | 5  | 5  | 2  | 3  | 2  | 3  | 5  | 5  | 5  | 4  | 6  |   |
| Örebro SK        | 14    | 10 | 11 | 11 | 13 | 13 | 9  | 12 | 10 | 8  | 10 | 10 | 9  | 10 | 10 | 11 | 11 | 11 | 11 | 11 | 11 | 11 | 10 | 11 | 9  | 8  | 10 | 8  | 8  | 7  |   |
| Hammarby         | 4     | 2  | 7  | 12 | 9  | 11 | 12 | 10 | 11 | 11 | 8  | 8  | 7  | 6  | 6  | 7  | 7  | 7  | 7  | 7  | 7  | 7  | 7  | 7  | 6  | 6  | 6  | 6  | 7  | 8  |   |
| AIK              | 2     | 9  | 3  | 3  | 8  | 8  | 11 | 9  | 9  | 10 | 12 | 11 | 12 | 13 | 14 | 13 | 12 | 13 | 12 | 13 | 12 | 12 | 11 | 9  | 10 | 10 | 8  | 9  | 9  | 9  |   |
| Sirius           | 12    | 12 | 9  | 10 | 3  | 2  | 4  | 8  | 4  | 5  | 6  | 6  | 6  | 7  | 7  | 6  | 6  | 6  | 6  | 6  | 6  | 6  | 6  | 6  | 7  | 7  | 9  | 10 | 10 | 10 |   |
| Varbergs BoIS    | 1     | 7  | 6  | 2  | 5  | 3  | 6  | 4  | 6  | 7  | 7  | 7  | 8  | 9  | 9  | 10 | 10 | 10 | 10 | 8  | 10 | 10 | 12 | 12 | 12 | 12 | 12 | 11 | 11 | 11 |   |
| IFK Göteborg     | 11    | 11 | 8  | 9  | 4  | 9  | 10 | 11 | 12 | 12 | 11 | 12 | 11 | 11 | 11 | 12 | 13 | 12 | 13 | 12 | 14 | 13 | 13 | 13 | 13 | 13 | 13 | 13 | 13 | 12 |   |
| Östersunds       | 15    | 15 | 15 | 15 | 15 | 15 | 13 | 13 | 13 | 13 | 13 | 14 | 14 | 16 | 12 | 9  | 9  | 9  | 9  | 9  | 9  | 8  | 9  | 8  | 8  | 11 | 11 | 12 | 12 | 13 |   |
| Kalmar           | 10    | 6  | 2  | 8  | 12 | 12 | 14 | 14 | 15 | 15 | 15 | 16 | 16 | 14 | 13 | 15 | 15 | 15 | 16 | 16 | 15 | 15 | 15 | 16 | 16 | 16 | 14 | 14 | 14 | 14 |   |
| Helsingborgs     | 16    | 16 | 16 | 16 | 16 | 16 | 16 | 15 | 14 | 14 | 14 | 15 | 15 | 12 | 15 | 16 | 16 | 14 | 14 | 14 | 13 | 14 | 14 | 14 | 14 | 15 | 16 | 16 | 16 | 15 |   |
| Falkenbergs      | 9     | 5  | 10 | 14 | 14 | 14 | 15 | 16 | 16 | 16 | 16 | 13 | 13 | 15 | 16 | 14 | 14 | 16 | 15 | 15 | 16 | 16 | 16 | 15 | 15 | 14 | 15 | 15 | 15 | 16 |   |

## Resultados
| Local \ Visitante | AIK | DJU | ELF | FAL | HAC | HAM | HEL | IGO | INO | KAL | MAL | MJA | ORE | OST | SIR | VAR |
| ----------------- | --- | --- | --- | --- | --- | --- | --- | --- | --- | --- | --- | --- | --- | --- | --- | --- |
| AIK               | —   | 0–1 | 1–2 | 1–1 | 0–1 | 3–0 | 2–0 | 2–0 | 1–4 | 0–1 | 2–2 | 1–0 | 0–2 | 0–1 | 1–0 | 1–0 |
| Djurgårdens       | 0–1 | —   | 1–1 | 1–0 | 3–1 | 1–2 | 2–2 | 2–2 | 1–2 | 5–0 | 3–2 | 2–1 | 1–2 | 0–0 | 4–0 | 1–0 |
| Elfsborg          | 2–2 | 1–0 | —   | 4–2 | 1–1 | 2–2 | 2–2 | 0–0 | 2–1 | 3–1 | 1–0 | 2–2 | 1–1 | 2–2 | 3–3 | 3–3 |
| Falkenbergs       | 1–1 | 3–2 | 1–3 | —   | 1–1 | 1–3 | 2–2 | 0–3 | 3–3 | 0–2 | 0–1 | 2–3 | 2–1 | 0–1 | 1–2 | 2–0 |
| Häcken            | 4–0 | 0–2 | 6–0 | 3–0 | —   | 3–0 | 1–0 | 0–0 | 2–1 | 0–2 | 1–1 | 2–2 | 3–0 | 2–1 | 1–1 | 2–1 |
| Hammarby          | 0–2 | 1–1 | 2–2 | 1–1 | 1–1 | —   | 2–2 | 1–1 | 0–1 | 3–3 | 2–2 | 4–2 | 3–0 | 2–0 | 0–0 | 1–0 |
| Helsingborgs      | 2–0 | 3–1 | 0–0 | 0–0 | 0–0 | 1–1 | —   | 0–1 | 3–2 | 1–1 | 0–1 | 0–1 | 1–1 | 0–1 | 1–2 | 0–3 |
| IFK Göteborg      | 1–0 | 1–2 | 0–1 | 2–2 | 1–1 | 0–4 | 1–1 | —   | 1–3 | 1–2 | 0–3 | 2–2 | 0–1 | 2–2 | 2–0 | 1–0 |
| IFK Norrköping    | 2–2 | 3–0 | 1–1 | 4–1 | 0–1 | 1–2 | 3–4 | 3–1 | —   | 2–1 | 1–1 | 1–1 | 2–0 | 2–2 | 1–2 | 2–0 |
| Kalmar            | 0–0 | 0–3 | 1–2 | 0–0 | 0–0 | 1–2 | 4–0 | 1–1 | 0–2 | —   | 0–4 | 1–4 | 0–3 | 1–2 | 1–1 | 1–1 |
| Malmö             | 0–0 | 1–0 | 1–1 | 2–1 | 3–0 | 3–0 | 4–1 | 3–1 | 1–1 | 2–1 | —   | 2–0 | 2–1 | 4–0 | 4–0 | 2–2 |
| Mjällby           | 3–1 | 2–1 | 0–5 | 0–1 | 3–1 | 2–1 | 3–2 | 1–1 | 2–0 | 2–2 | 2–2 | —   | 1–0 | 3–0 | 1–1 | 2–3 |
| Örebro            | 0–2 | 0–3 | 3–2 | 1–2 | 0–0 | 2–1 | 3–2 | 1–1 | 4–3 | 0–1 | 3–2 | 3–1 | —   | 0–0 | 2–1 | 1–0 |
| Östersunds        | 1–2 | 1–1 | 0–1 | 2–1 | 2–2 | 1–3 | 0–0 | 0–4 | 2–4 | 2–0 | 1–2 | 0–1 | 0–0 | —   | 0–2 | 0–4 |
| Sirius            | 0–0 | 0–2 | 1–1 | 2–1 | 2–2 | 3–1 | 3–1 | 2–2 | 4–2 | 2–2 | 2–5 | 0–1 | 2–1 | 2–3 | —   | 3–3 |
| Varbergs BoIS     | 2–2 | 1–2 | 0–0 | 3–1 | 1–3 | 5–2 | 1–3 | 1–2 | 1–3 | 1–0 | 3–2 | 1–0 | 2–1 | 1–1 | 2–0 | —   |

## Play-offs de relegación
- El equipo ubicado en la décimo cuarta posición de la Allsvenskan, el Kalmar, se enfrentó con el tercer equipo de la Superettan 2020, el Jönköpings Södra, en juegos de de ida y vuelta, por un cupo en la máxima categoría la próxima temporada.
| 9 de diciembre de 2020, 18:00 | Jönköpings Södra | 1:3 (1:2) | Kalmar                             | Stadsparksvallen, Jönköping                              |                                                          |
|                               | - Lowe 3'        | Reporte   | - 11' Lowe - 19' Ring - 55' Herrem | Asistencia: 0 espectadores Árbitro(s): Mohammed Al-Hakim | Asistencia: 0 espectadores Árbitro(s): Mohammed Al-Hakim |

| 13 de diciembre de 2020, 13:00 | Kalmar        | 1:0 (0:0) (Global 4:1) | Jönköpings Södra | Guldfågeln Arena, Kalmar                            |                                                     |
|                                | - Fröling 80' | Reporte                |                  | Asistencia: 0 espectadores Árbitro(s): Glenn Nyberg | Asistencia: 0 espectadores Árbitro(s): Glenn Nyberg |

- Kalmar ganó 4-1 en el global y se mantiene en la Allsvenskan.

## Estadísticas jugadores
- Actualización el 6 de diciembre de 2020.
| Pos. | Jugador              | Club          | Goles |
| ---- | -------------------- | ------------- | ----- |
| 1    | Christoffer Nyman    | Norrköping    | 18    |
| 2    | Astrit Selmani       | Varbergs BoIS | 15    |
| 3    | Isaac Kiese Thelin   | Malmö         | 14    |
| 3    | Moses Ogbu           | Mjällby       | 14    |
| 5    | Anders Christiansen  | Malmö         | 13    |
| 6    | Nahir Besara         | Örebro        | 12    |
| 6    | Aron Jóhannsson      | Hammarby      | 12    |
| 6    | Stefano Vecchia      | Sirius        | 12    |
| 9    | Anthony van den Hurk | Helsingborgs  | 11    |
| 9    | Fredrik Ulvestad     | Djurgårdens   | 11    |

| Pos. | Jugador                   | Club         | Asistencias |
| ---- | ------------------------- | ------------ | ----------- |
| 1    | Sead Hakšabanović         | Norrköping   | 11          |
| 1    | Gustav Ludwigson          | Hammarby     | 11          |
| 3    | Ísak Bergmann Jóhannesson | Norrköping   | 9           |
| 3    | Alexander Kačaniklić      | Hammarby     | 9           |
| 5    | Johan Larsson             | Elfsborg     | 8           |
| 6    | Jo Inge Berget            | Malmö        | 7           |
| 6    | Axel Björnström           | Sirius       | 7           |
| 6    | Sebastian Larsson         | AIK          | 7           |
| 6    | Haris Radetinac           | Djurgårdens  | 7           |
| 6    | Tobias Sana               | IFK Göteborg | 7           |